# ヤッサ
ヤッサ（Yassa、カザマンスのクレオール言語で「揚げる・炒める」の意）は、肉ないし魚をレモン果汁とスパイスでマリネして炒めてから、タマネギを使ったヤッサソースで煮込んだセネガル料理の伝統的な郷土料理で、西アフリカ全域に広まっている。

## 歴史

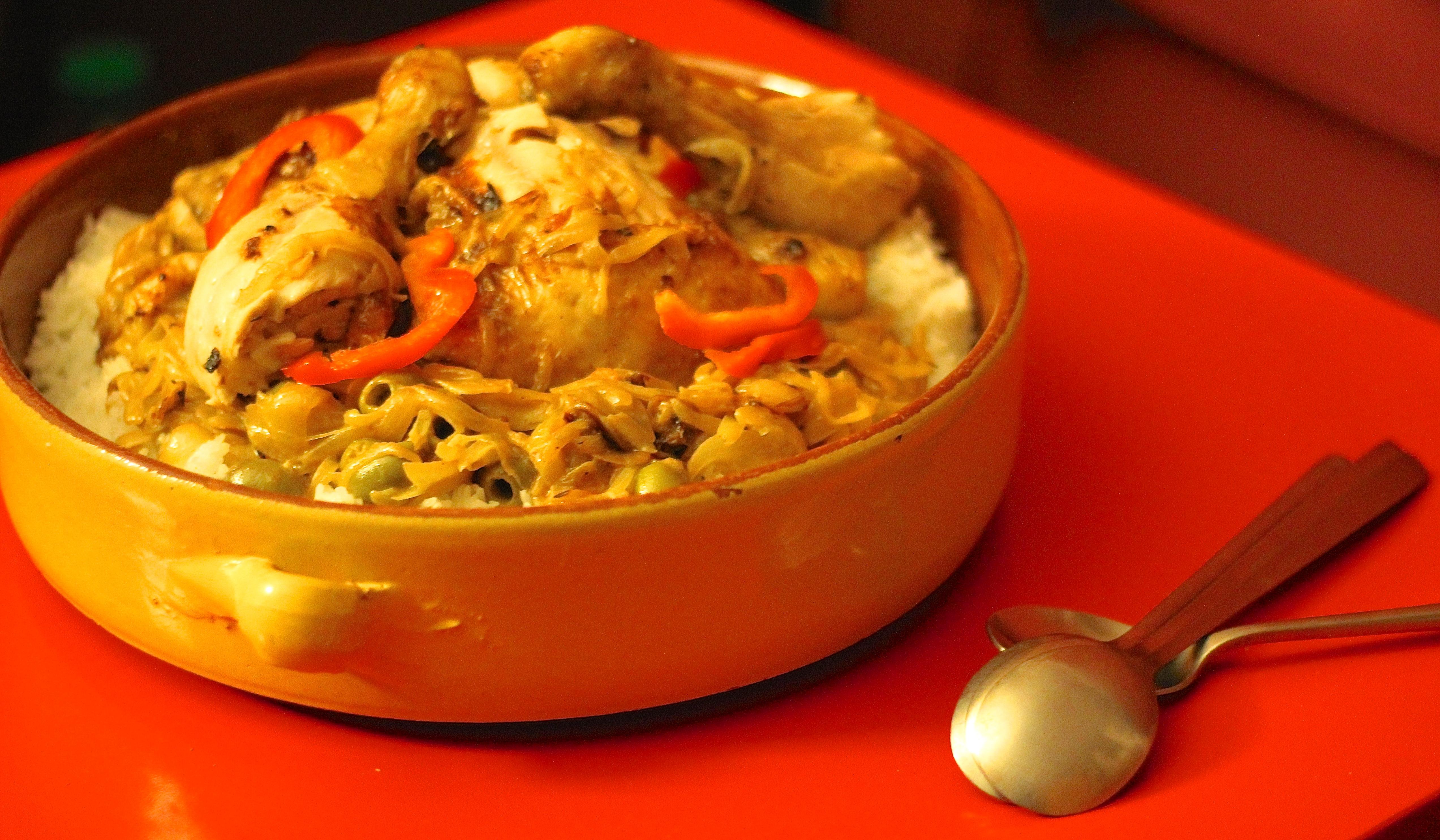
チキン・ヤッサ

西アフリカのジョラ族を起源とするヤッサは、特にダカール以南のセネガルのカザマンスの名物料理であり、西アフリカの国々、特にセネガルとマリに広く普及しているこの料理は簡単で経済的であり、すぐに調理でき、さまざまな地方や個人によるバリエーションがあり、多くの人々に好まれている。また、何を作ろうか悩んだときに最初に思い浮かぶ料理とも言われている。

## 調理
以下はニャーリ・チン（ウォロフ語で「2つの鍋での調理」の意）の調理法である。
1. 鶏肉（ないし牛肉、マトン、ラム、魚）は適当に切りわけ、酢やピーナッツオイルを加え、レシピによってはタマネギ、ニンニク、スパイス、ハーブ、唐辛子を加えたレモン果汁（ないしライム果汁）でマリネする（伝統的には一晩）[3][4][5]。
2. マリネした肉や魚は、揚げるか、伝統的には薪の火で焼く。最後にタマネギ、マスタード、肉のスープ（またはブイヨンキューブ）、ニンニク、塩、胡椒を混ぜたマリネ液である「ヤッサソース」で煮込まれる[6][7]。

ヤッサは伝統的には白米とともに供され、可能であればこの料理の起源となったジョラの米が使われる。

ヤッサの例
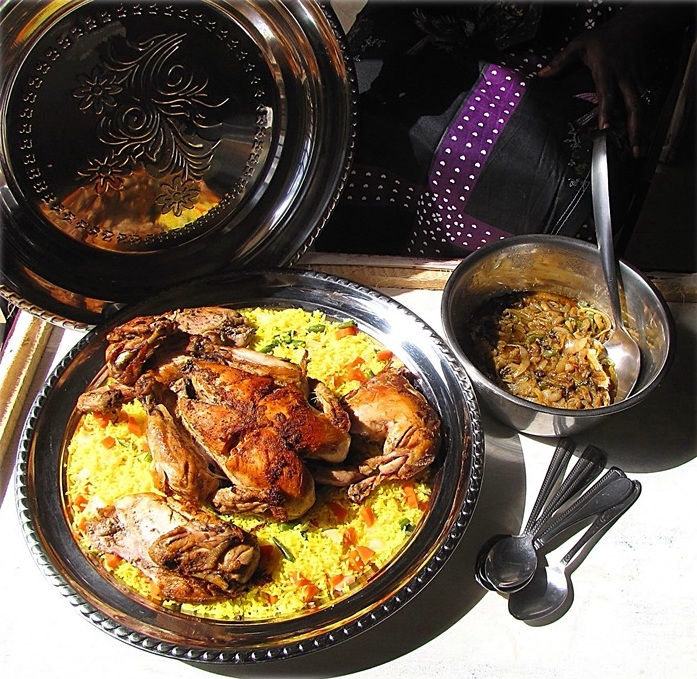
チキン・ヤッサ
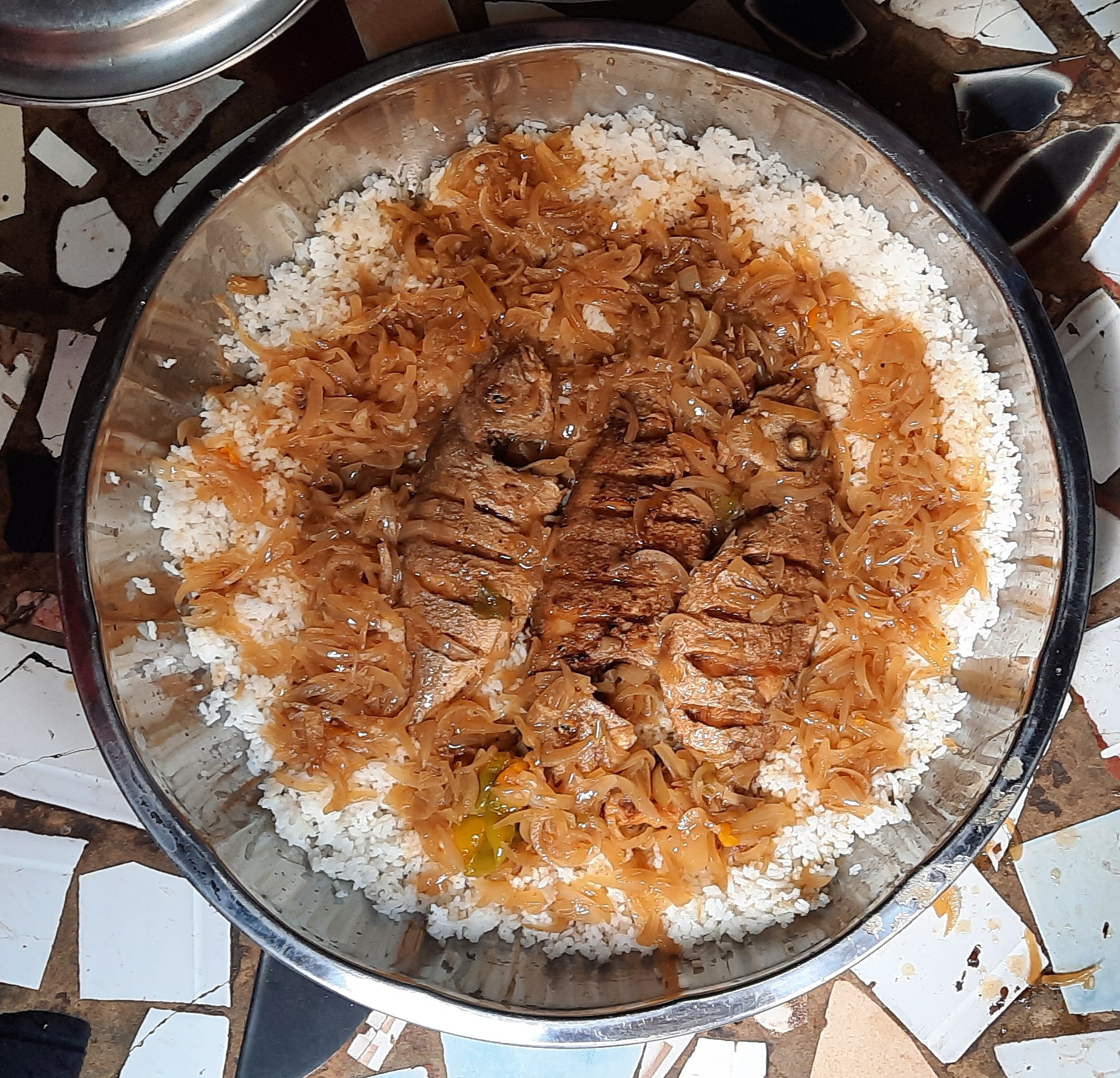
魚のヤッサ
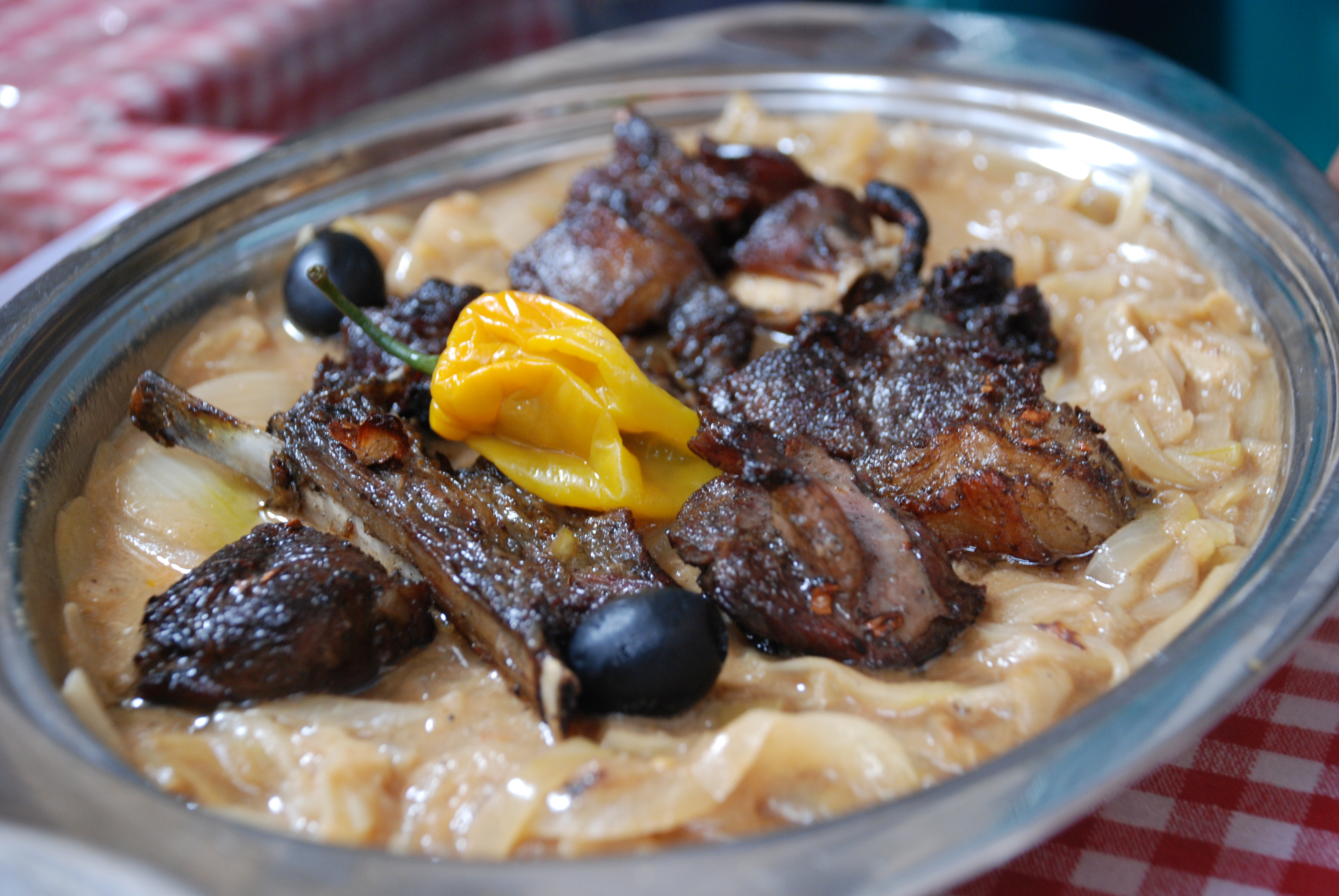
ダカールのマトンのヤッサ
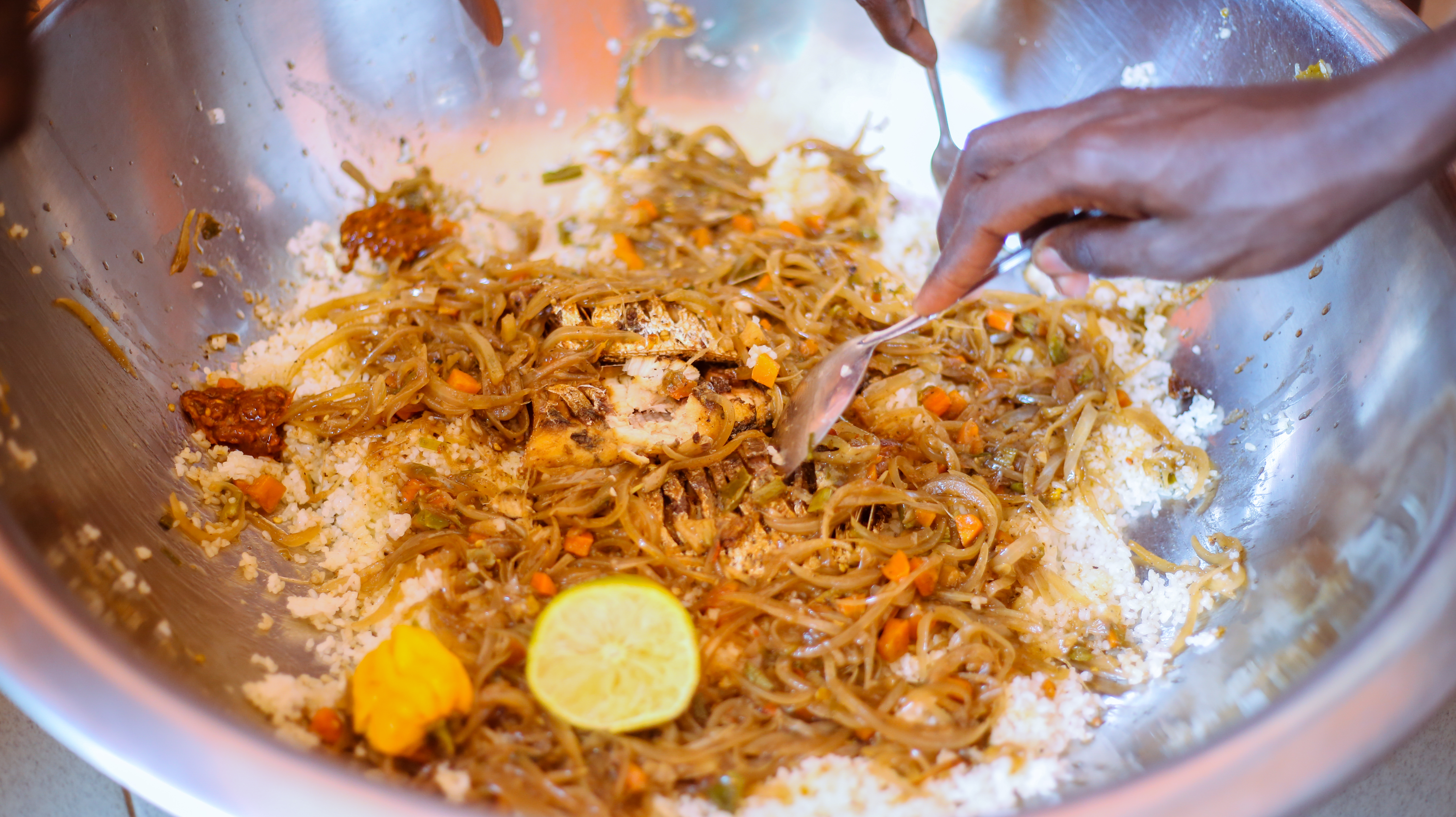
魚のヤッサ
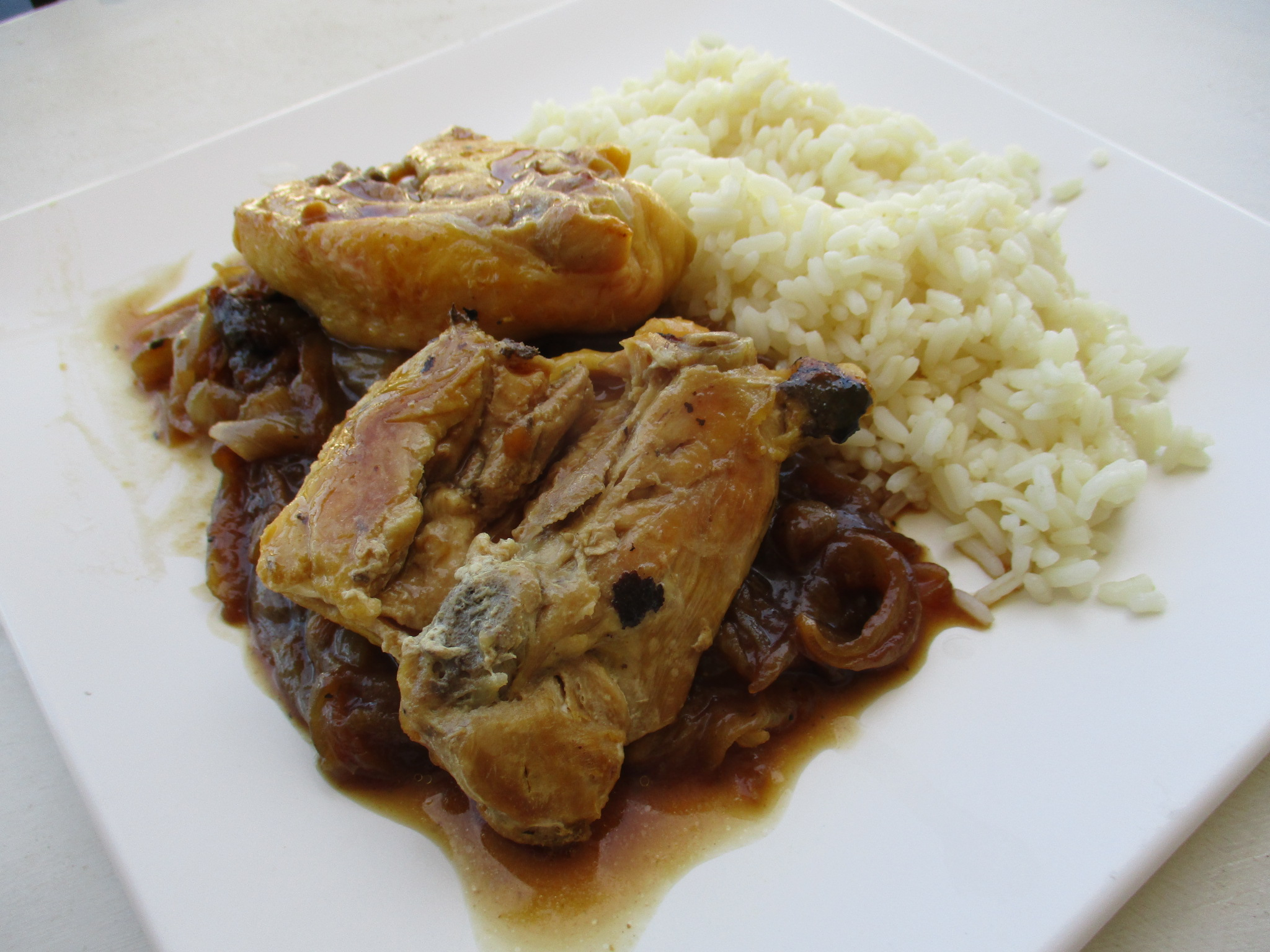
チキンヤッサ

## 書誌情報
- Geneviève N'Diaye-Corréard (2006). "Yassa". Les Mots du patrimoine. Le Sénégal. Archives contemporaines. p. 580. ISBN 978-2-914610-33-9。.